# Rhopalocarpus crassinervius
Rhopalocarpus crassinervius là một loài thực vật có hoa trong họ Sphaerosepalaceae. Loài này được (Capuron) G.E.Schatz & al. miêu tả khoa học đầu tiên năm 1999.